# Río Allipén
Río Allipén är ett vattendrag i Chile.   Det ligger i regionen Región de la Araucanía, i den södra delen av landet, 600 km söder om huvudstaden Santiago de Chile.
I omgivningen kring Río Allipén växer huvudsakligen savannskog. Området är ganska glesbefolkat, med 42 invånare per kvadratkilometer.